# Melanotis
Melanotis är ett litet fågelsläkte i familjen härmtrastar inom ordningen tättingar. Släktet omfattar endast två arter som förekommer i Centralamerika från centrala Mexiko till El Salvador.
- Blå härmtrast (M. caerulescens)
- Blåvit härmtrast (M. hypoleucus)